# Jiří Polnický
Jiří Polnický (Mladá Boleslav, Bohèmia Central, 16 de desembre de 1989) és un ciclista txec, professional des del 2009, actualment a l'equip Elkov-Author. Combina la carretera amb el ciclocròs.

## Palmarès
- 2015
  - 1r a la Velká Bíteš-Brno-Velká Bíteš
- 2016
  - Vencedor d'una etapa al CCC Tour-Grody Piastowskie